# 斗湖钟楼
斗湖钟楼位于马来西亚斗湖，由日本建造，以纪念第一次世界大战后签订的停战协议，当时日本是英国的盟友。   

## 历史
钟楼于1921年由斗湖的日本商人出资建造，但是钟楼内部的大钟突然消失，至今成謎。有一个关于钟楼的传奇故事：
很久以前，在斗湖有一座青铜钟楼，敲钟的声音感动了每一个人。但是第二次世界大战并没有顾忌这一切，战火很快就烧到了斗湖，钟楼也因此遭到波及。
由于废弃的建筑几乎倒塌，斗湖扶轮社（RCT）在2006年捐献款项并对钟楼进行了修复。

## 特色
钟塔即为城市的基准点，上面显示了这座城市的海拔高度，旁边标记了从钟塔到每个地点的距离。